# سیارک ۹۹۳۰
سیارک ۹۹۳۰ (به انگلیسی: 9930 Billburrows، نامگذاری:1984CP) نه هزار و نهصد و سیمین سیارک کشف شده‌است که در ۵ فوریه ۱۹۸۴ کشف شد.
قدر مطلق سیارک برابر ۱۳٫۹۰ است.